# 青春とはなんだ
青春とはなんだ（せいしゅんとはなんだ）は石原慎太郎の小説。1965年に日活により石原裕次郎主演、舛田利雄監督で映画化され、7月14日に公開されている。
テレビドラマ版は、1965年10月24日から1966年11月13日にかけて東宝制作、テアトル・プロ共同制作で日本テレビ系で放送された。夏木陽介と藤山陽子主演の学園ドラマ。東宝青春学園ドラマの先駆け的作品である。

## ドラマ版
アメリカ帰りの野々村健介は、田舎町・森山町の森山高校の英語教師に就任し、ラグビーを通じて生徒たちと心の交流、人間教育を展開していく。また同時に町に蔓延する黒い影と戦っていくのだった。
原作は、石原慎太郎の同名小説で、当初は2クール（半年）26話の予定で放送されていたが、好評で1年間に延長された。よって原作から離れたオリジナル・ストーリーになったため第27話からそれまでの「原作・石原慎太郎」から「原案・石原慎太郎」というクレジット表記に変更された。
2クール終了での最終回予定の第25話「どろんこ作戦」は2人の監督がクレジットされているが、実質は松森健、児玉進に高瀬昌弘を加えた3人体制で演出していた。出演していた俳優の加東大介が「さすが東宝、3人で監督とは」と唸ったという。
坂本武はこの番組の撮影中に倒れて現役を引退している
本作が始まる3ヶ月前に日活によって映画化（1965年7月14日公開）。野々村健介役は石原裕次郎だった。その後、番組の終了直後に本作と同じ東宝によっても、劇場版が『これが青春だ!』（1966年）のタイトルで製作、公開された。これは『でっかい太陽』、『燃えろ!太陽』（1967年）とシリーズ化された。
本作は大正製薬の一社提供だが、本作をもってこの枠の大正製薬一社提供番組は終結した。しかし大正製薬は以後も、現在放送中の『世界の果てまでイッテQ!』に至るまでこの枠の提供を続けている。
当時日本テレビアナウンサーだった徳光和夫が最終回にラグビー中継のアナウンサー役で出演している。なおこれより前の第32話では、同じく日本テレビアナウンサーだった清水一郎が視聴者参加型バンド番組の司会者役で出演している（徳光と清水は当時『日本プロレス中継』の実況を担当していた）。
地上波では2023年現在、1986年深夜番組〈ナイトスクリーン〉での放送が最後の再放送となっている。
放送開始して半世紀弱後の2015年8月16日にはBS-TBSで、野々村健介役の夏木陽介、松井勝子役の岡田可愛、小沢祐子役の水沢有美が再会する特別番組『感動再会!同窓会の旅 "青春とはなんだ"編』を放送した。

### 放送データ
- 放送期間：1965年10月24日 - 1966年11月13日
- 放送時間：毎週日曜日 20:00 - 20:56（ただしナイターシーズン中、プロ野球中継[注 2]が編成された際は休止）
- 放送回数：41回
- 放送形態：モノクロフィルム作品

### 主題歌・挿入歌
- 主題歌「若い明日」 歌：布施明（作詞：岩谷時子 作曲・編曲：いずみたく／キングレコードBS-324）
- 挿入歌「貴様と俺」 歌：布施明（作詞：岩谷時子 作曲・編曲：いずみたく)
  - 次作『これが青春だ』でも副主題歌として扱われ、応援歌として青春学園シリーズほぼ全作の重要な挿入歌となった。
  - 1972年、再放送された時には ＜貴様と俺＞ がヒットしたため主題歌として編集されていた。
  - 不定期で開催される青春学園同窓会でも毎回歌われている。

### 主な出演者
【森山高校教師・職員】
- 野々村健介（英語）：夏木陽介
- 永井明子（英語）：藤山陽子
- 山角先生（生物）：加東大介
- 中川先生（国漢）：藤木悠
- 大原先生：浦山珠実
- 鈴木先生（英語）：村上冬樹
- 校長：十朱久雄
- 勝又教頭：山茶花究
- 用務員：広瀬正一

【森山高校生徒・OB】
- 橘公夫：寺田農
- 寺田勇作：矢野間啓治
- 久保良吉：木村豊幸
- 手塚勝：柴田昌宏
- 高松保夫：杉本哲章
- 土井キャプテン：樋浦勉
- 林秀一キャプテン：関戸純方
- 友田政弘：阿知波信介
- 大崎（ラグビー部）：木下陽夫
- 杉山（ラグビー部）：松浦忠
- 金子（ラグビー部）：石黒高志
- 松井勝子：岡田可愛
- 川村吾郎：仲村紘一
- 山下順子：豊浦美子
- 樋口育子：土田早苗
- 小沢祐子：水沢有美
- 君江：北島マヤ（第12話まで北島まや表記）
- 光子：松田八十栄
- 幸子：遠山智英子
- 有田めぐみ

【町の人々】
- 植田源蔵：宮口精二
- 植田源蔵の妻：賀原夏子
- 植田清造：土屋嘉男
- 山角先生の妻：七尾伶子
- 山下町子：久保菜穂子
- 金高二郎：平田昭彦
- 金高組組員兄貴分：桐野洋雄
- 金高組組員弟分：中山豊
- 駅長：藤原釜足
- 警官（三瓶）：二瓶正也
- 久保の父・重太郎：名古屋章
- 久保の母・ふみ：菅井きん
- 寺田の父・清作：三遊亭小金馬
- 勝子の父：佐野周二
- 勝子の母：葦原邦子
- 勝子の兄：児玉清
- 勝子の弟：石坂博
- 勝子の妹：兼平みどり
- 高松の父：増田順司
- 君蝶（芸者）：北あけみ
- 三休和尚：三井弘次
- 橘の母：鈴木光枝
- 樋口育子の母：東郷晴子

### スタッフ
- 原作・原案：石原慎太郎
- 監修：千葉泰樹
- プロデューサー：岡田晋吉（日本テレビ）、中根敏雄、大木亀雄
- 音楽：いずみたく
- 脚本：井手俊郎、須崎勝弥、浅川清道、田波靖男、倉本聰、田中美樹
- 監督：松森健、児玉進、高瀬昌弘

※千葉泰樹・井手俊郎・須崎勝弥・高瀬昌弘の4名は、第32話でバンド番組の審査員役として出演している。

### サブタイトル
| 放映日         | 各話   | サブタイトル        | 脚本              | 監督          | ゲスト                                                                                    |
| -------------- | ------ | ------------------- | ----------------- | ------------- | ----------------------------------------------------------------------------------------- |
| 1965年10月24日 | 第1話  | 汽車から降りた男    | 井手俊郎          | 松森健        | 丸山英明（駅員）                                                                          |
| 1965年10月31日 | 第2話  | こんにちわ学生諸君! | 井手俊郎          | 松森健        |                                                                                           |
| 1965年11月7日  | 第3話  | 若い息吹き          | 須崎勝弥          | 松森健        | 堤康久（質屋）                                                                            |
| 1965年11月14日 | 第4話  | 青空教室            | 須崎勝弥          | 松森健        |                                                                                           |
| 1965年11月21日 | 第5話  | 渦の中              | 浅川清道          | 松森健        |                                                                                           |
| 1965年11月28日 | 第6話  | 黒い雲              | 浅川清道          | 松森健        | 中北千枝子（友田の母）                                                                    |
| 1965年12月5日  | 第7話  | 暴力追放            | 浅川清道          | 児玉進        |                                                                                           |
| 1965年12月12日 | 第8話  | 若い旋風            | 須崎勝弥          | 児玉進        | 有島一郎（部長） 堺左千夫（課長）                                                         |
| 1965年12月19日 | 第9話  | 台風一過            | 須崎勝弥          | 児玉進        | 美川陽一郎（吉野の父）                                                                    |
| 1965年12月26日 | 第10話 | 風に立つ            | 浅川清道          | 児玉進        | 田崎潤 （長沼）                                                                           |
| 1966年1月2日   | 第11話 | 暖かい冬            | 井手俊郎          | 松森健        | 柳川慶子（鈴子） 青山京子（竹村里枝）                                                     |
| 1966年1月9日   | 第12話 | 子供の夢            | 井手俊郎          | 松森健        | 久保明（杉本弘） 千石規子（寺の女房） 柳川慶子 青山京子                                   |
| 1966年1月16日  | 第13話 | 危険な年輪          | 須崎勝弥          | 松森健        | 酒井和歌子（木塚初子） 中村是好（初子の義父） 中丸忠雄（陣内） 清川玉枝（スナックのママ） |
| 1966年1月23日  | 第14話 | フェアープレイ      | 須崎勝弥          | 松森健        | 中丸忠雄 白川由美（矢吹医師）                                                             |
| 1966年1月30日  | 第15話 | みんな恋人          | 浅川清道          | 松森健        | 高橋紀子（宗方洋子） 白川由美                                                             |
| 1966年2月6日   | 第16話 | 愛情の輪            | 井手俊郎          | 松森健        | 布施明（本人役） 高橋紀子                                                                 |
| 1966年2月13日  | 第17話 | 遠い空の果てに      | 浅川清道          | 高瀬昌弘      | 藤岡重慶（冬山捜索隊員）                                                                  |
| 1966年2月20日  | 第18話 | 制服の日誌          | 須崎勝弥          | 高瀬昌弘      | 二木てるみ （西条真理） 南美江（真理の叔母）                                              |
| 1966年2月27日  | 第19話 | 母の歌              | 井手俊郎          | 松森健        |                                                                                           |
| 1966年3月6日   | 第20話 | 試験と泥棒          | 須崎勝弥          | 松森健        | 矢竹真一                                                                                  |
| 1966年3月13日  | 第21話 | わが道を行く        | 井手俊郎          | 高瀬昌弘      | 若林映子（柴田弓子）                                                                      |
| 1966年3月20日  | 第22話 | おお! 落第          | 田波靖男          | 松森健        | 久世竜                                                                                    |
| 1966年3月27日  | 第23話 | 螢の光              | 田波靖男          | 松森健        |                                                                                           |
| 1966年4月3日   | 第24話 | 高校三年            | 須崎勝弥          | 高瀬昌弘      | E・H・エリック （マートン）                                                               |
| 1966年4月10日  | 第25話 | どろんこ作戦        | 須崎勝弥          | 松森健 児玉進 | 藤岡琢也 （北日高校監督・熊谷）                                                           |
| 1966年4月17日  | 第26話 | 大山鳴動            | 須崎勝弥          | 高瀬昌弘      | 佐原健二（関根） 星十郎（工藤）                                                           |
| 1966年4月24日  | 第27話 | 逃げた連休          | 倉本聰            | 松森健        | 川知ミミ（木下ナナミ） 市川好郎 （中原五郎） 柳谷寛（旅館主人） 大村千吉 西条康彦         |
| 1966年5月1日   | 第28話 | いかすぜ! 鉄腕      | 田波靖男          | 高瀬昌弘      | 岩上正宏（西村）                                                                          |
| 1966年5月15日  | 第29話 | 二人の虹            | 田波靖男          | 松森健        | 藤田淑子（松崎英子）                                                                      |
| 1966年5月22日  | 第30話 | 花咲く丘            | 田中美樹          | 高瀬昌弘      | 市川中車（北原大造）                                                                      |
| 1966年5月29日  | 第31話 | ある初恋            | 須崎勝弥          | 松森健        | 南弘子（並木和子） 松村達雄（和子の父）                                                   |
| 1966年7月10日  | 第32話 | エレキで助けろ      | 田中美樹          | 松森健        | 新門宏泰（高井英二） 渋谷英男 岩本弘司 清水一郎（司会者）                                 |
| 1966年7月24日  | 第33話 | 風が見ていた        | 井手俊郎 田中美樹 | 松森健        | 小栗一也（若松） 和田孝（石川信夫）                                                       |
| 1966年8月21日  | 第34話 | 太陽と青春          | 倉本聰            | 高瀬昌弘      | 逗子とんぼ（ホテル経営者） うえづ・みのる                                                 |
| 1966年9月4日   | 第35話 | 夏山讃歌            | 田波靖男          | 高瀬昌弘      | 成瀬昌彦（相沢）                                                                          |
| 1966年10月2日  | 第36話 | 泣き虫健介          | 須崎勝弥          | 松森健        | 渡辺篤 平井岐代子（永井先生の母）                                                         |
| 1966年10月9日  | 第37話 | あの標的を狙え      | 倉本聰            | 松森健        | 松本めぐみ（君子） 人見明（受験コンサルタント）                                           |
| 1966年10月23日 | 第38話 | ひとりぽっち君      | 田波靖男          | 高瀬昌弘      | 梓英子（みどり） 小川真司（森下）                                                         |
| 1966年10月30日 | 第39話 | 大空に夢を描けば    | 井手俊郎 高瀬昌弘 | 高瀬昌弘      | 左卜全 松島真一（勝田真一） 如月寛多（真一の父）                                          |
| 1966年11月6日  | 第40話 | なぐられた青春      | 須崎勝弥          | 高瀬昌弘      | 瞳麗子（中川の妻）                                                                        |
| 1966年11月13日 | 第41話 | この日を永遠に      | 須崎勝弥          | 松森健        | 徳光和夫（実況アナウンサー）                                                              |

### ロケ地
- 山梨県・勝沼
- 山梨市
- 山梨県立日川高等学校
- 東京都立神代高等学校
- 東京都立三鷹中等教育学校
- 登戸・宿河原堰堤

### メディア
- 青春とはなんだミュージックファイル（1993年7月1日、vap発売 VPCD-81011）

思い出の青春ドラマ音楽全集CDとしてドラマのBGM等63曲（音楽：いずみたく）を収録しており、ビデオ化されていないこのドラマを音で再現している。
- 人気テレビドラマ作品であるが、これまでに全41話を収録した本編のビデオ・DVD・ブルーレィ等のソフト化はされていない｡

## 映画
1965年7月14日公開、101分、日活製作配給。

### スタッフ
- 監督 : 舛田利雄
- 脚本 : 山田信夫、舛田利雄
- 音楽 : 伊部晴美
- 企画 : 水の江滝子
- 撮影 : 横山実
- 編集 : 円治睦夫

### キャスト
- 石原裕次郎 : 野々村健介
- 十朱幸代 : 杉浦圭子
- 高城淳一 : 山角先生
- 須賀不二男 : 勝又教頭
- 太田博之 : 高松保夫
- 根岸一正 : 橘公夫
- 吉田毅 : 久保
- 中村上治 : 寺田
- 西尾三枝子 : 樋口育子
- 浜村純 : 宮内校長
- 浜田寅彦 : 友田PTA会長
- 深江章喜 : 金高組社長
- 岩上美紀 : 金高組佐原
- 三崎千恵子 : 橘の母
- 桂小金治 : 寺田の父
- 殿山泰司 : 山吉老人
- 高品格 : 植源
- 天草四郎 : 警察署長

## 書籍・新聞・雑誌
- 石原慎太郎著「青春とはなんだ」（1963年9月3日～1964年7月まで『新潟日報』他の地方紙に303回連載。挿絵：長谷川春子）
- 石原慎太郎著『青春とはなんだ』（1965年2月16日、講談社）
- 石原慎太郎著『青春とはなんだ』（1967年、講談社ロマン・ブックス）
- 石原慎太郎著『青春とはなんだ』（1968年3月30日、角川文庫）
- 石原慎太郎著「青春とはなんだ」（『現代長編文学全集44　石原慎太郎』収録。1968年9月6日、講談社）
- テレビ小説「青春とはなんだ」（『週刊マーガレット』1966年13号～1966年45号掲載、集英社）
- 青春文庫『青春とはなんだ―付　海外青春小説』（『高二時代』1966年9月号付録、旺文社）